# Siphlophis pulcher
Siphlophis pulcher — вид змій родини полозових (Colubridae). Ендемік Бразилії.

## Поширення і екологія
Siphlophis pulcher мешкають в прибережних районах на південному сході Бразилії, в штатах Санта-Катаріна, Парана, Сан-Паулу, Ріо-де-Жанейро і Баїя. Вони живуть в прибережних заростях рестінги, що ростуть на піщаних ґрунтах, в ксерофітних прибережних лісах та на плантаціях какао. Ведуть нічний, деревний спосіб життя. Живляться ящірками та їх яйцями, іноді також зміями.